# 小笠原プロダクション
小笠原プロダクション（おがさわらプロダクション、1923年 設立 - 1926年 活動停止）は、かつて第二次世界大戦前に存在した、京都の映画製作会社である。子爵小笠原氏の「第七代当主」になるはずだった同家の長男・小笠原明峰が設立し、自ら、および弟（次男）小笠原章二郎の監督作品を製作した。片岡千恵蔵、古川ロッパといったのちのスター俳優を無名時代に起用し、初めて映画に主演させたプロダクションである。

## 略歴・概要
1923年、小笠原明峰が23歳で設立した。当時21歳だったすぐ下の弟も「三善英芳」名義で監督として加わった。
「小笠原映画研究所」名義で製作した設立第一作は、明峰が脚本を書き監督した『三色すみれ Love in Idleness』であった。同作の主演には、1912年に片岡仁左衛門が設立した「片岡少年俳優養成所」に9歳で参加した当時20歳の植木正義（「植木進」名義、のちの片岡千恵蔵）を起用した。また当時学生だった古川ロッパ（「古川緑波」名義）を初めて映画に出演させた。
前年1922年に松竹に吸収された大正活映（大活）で栗原トーマスの監督作を撮っていた撮影技師稲見興美が入社、この同社第一作を皮切りに即戦力となって6本を担当した。翌1924年には、栗原トーマスが「栗原喜三郎」名義で1作監督しているが、これが栗原の映画監督としての遺作となった（1926年死去）。
稲見、栗原のように大活から流れてきた者に、装置部の尾崎章太郎、俳優部の鈴木すみ子がいた。俳優部の大辻四郎は「映画芸術協会」から同社に入社したが、その後PCL、日活、東宝、松竹大船撮影所などの名脇役となっていった。天然色活動写真（天活）、国際活映（国活）にいたが、兵役から復員して同社の撮影助手となった円谷英二は、のちにJ.O.スタヂオや東宝を経て円谷プロダクションを創始した。
多くは同社からそのキャリアを始めた。「日本初の女流映画脚本家」として名高い水島あやめに最初に脚本を書かせたのは同社である。のちに妹の入江たか子と「入江ぷろだくしょん」を設立した東坊城恭長、のちに東宝で黒澤明の師匠となる名監督山本嘉次郎や、のちに監督に転向して戦後『血槍富士』（東映、1955年）を撮った巨匠内田吐夢といったのちの映画監督たちは、いずれもその最初のキャリアは同社で、しかも「俳優」としてであった。
1926年には同社は活動を停止した。小笠原明峰26歳のときだった。製作作品は14本、すべてまだ無声映画だった。

## 所属スタッフ
演出部
- 小笠原明峰
- 三善英芳 （のちに俳優に転向、同社 - 日活太秦撮影所 - 松竹下加茂撮影所 - 東宝映画京都撮影所 - 日活 - 富士映画 - 新東宝 - 東映）
- 水谷登志夫 （俳優部に転向）
- 栗原喜三郎 （大正活映 - ヘンリー小谷映画社 - 同社）

脚本部
- 水島あやめ （同社 - 松竹蒲田撮影所）

撮影部
- 稲見興美 （大活 - 同社）
- 気賀靖吾 （助手、同社 - 日活京都第二撮影所 - 日活大将軍撮影所 - 日活太秦撮影所 - 日活多摩川撮影所 - 満映 - 東映東京撮影所）
- 上野幸清
- 円谷英二（助手、天然色活動写真 - 国際活映 - 同社 - 国際活映巣鴨撮影所 - 衣笠映画聯盟 - 松竹下加茂撮影所 - 日活太秦撮影所 - 太秦発声 - J.O.スタヂオ - 東宝映画 - 東宝 - 円谷プロダクション）
- 柴田繁
- 近沢美智夫
- 和田謙三 （助手）

装置部
- 尾崎章太郎 （大活 - 同社 - 日本発声映画）

## 所属キャスト
俳優部
- 植木進 （同社 - マキノ・プロダクション御室撮影所 - 片岡千恵蔵プロダクション - 日活京都撮影所 - 大映京都撮影所 - 東横映画 - 東映）
- 古川緑波 （同社 - 政岡映画社 - PCL - 東宝映画東京撮影所 - 東横映画、新東宝など）
- 東坊城恭長 （のちに監督に転向、同社 - 日活京都第二撮影所 - 日活大将軍撮影所 - 日活太秦撮影所 - 入江ぷろだくしょん - 新興キネマ - PCL - 東宝映画東京撮影所）
- 北島貞子
- 島静二
- 春日明子 （同社 - 日活大将軍撮影所）
- 花房綾夫 （同社 - 日活太秦撮影所 - 片岡千恵蔵プロダクション - 日活太秦撮影所 - 日活多摩川撮影所 - 大映東京撮影所 - 大映京都撮影所）
- 鈴木すみ子 （大活 - 同社 - 東亜映画等持院撮影所 - 東亜キネマ甲陽撮影所 - 帝国キネマ - マキノ・プロダクション御室撮影所 - 河合映画 - 市川右太衛門プロダクション - 帝国キネマ - 阪東妻三郎プロダクション / 新興キネマ - 東映京都撮影所）
- 原光代 （同社 - 日活大将軍撮影所）
- 平戸延介 （監督に転向して山本嘉次郎、同社 - 東亜キネマ甲陽撮影所 - マキノ・プロダクション東京撮影所 - タカマツ・アズマプロダクション - 日活大将軍撮影所 - 日活太秦撮影所 - PCL - 東宝）
- 明石久子 （同社 - 日活大将軍撮影所 - 東宝）
- 高島愛子 （同社 - 日活京都第二撮影所 - 日活大将軍撮影所 - タカマツ・アズマプロダクション）
- 内田吐夢 （のちに監督に転向、大活 - 同社 - 牧野教育映画 - 国際活映巣鴨撮影所 - 日活大将軍撮影所 - 日活太秦撮影所 - 新興キネマ - 日活多摩川撮影所 - 東映）
- 龍田静枝 （同社 - タカマツ・アズマプロダクション - 松竹蒲田撮影所）
- 河井八千代
- 児島武彦 （同社 - マキノ・プロダクション御室撮影所 - 太秦発声）
- 三田文子
- 東勇路 （同社 - 日活大将軍撮影所 - 日活太秦撮影所 - 日活多摩川撮影所）
- 村田宏 （同社 - 東亜映画等持院撮影所 - 衣笠映画聯盟 - 東亜映画京都撮影所）
- 九十九一子 （同社 - 松竹蒲田撮影所）
- 山野一郎 （同社 - PCL - 東宝映画東京撮影所）
- 大辻四郎 （映画芸術協会 - 同社 - PCL - 日活 - 東宝 - 松竹大船撮影所 - 東京映画 - 日活）
- 花川夏子 （同社 - 松竹蒲田撮影所）
- 福田満州 （同社 - 東亜キネマ甲陽撮影所 - タカマツ・アズマプロダクション - 日活太秦撮影所 - 帝国キネマ太秦撮影所 - 新興キネマ）
- 谷崎十郎 （同社 - 日活大将軍撮影所 - 日活太秦撮影所 - 谷崎プロダクション - マキノ・プロダクション御室撮影所 - 市川右太衛門プロダクション）

| - 三枝鏡子 - 山内幸磨 - 古川彰之助 - 泉桂之助 - 三田道秋 - 南部信雄 | - 小田明 - 沢栄子 - 森幹子 - 原田龍次 - 芹川道子 - 高野久太郎 | - 金森博司 - 鈴川蘭子 - 加藤雅雄 - 西島栄恵 - 新島光 - 加藤秀三郎 | - 斎藤光 - 和田健二郎 - 浅野眼師 - 河津荘太郎 - 龍見哲 ほか |

## フィルモグラフィ
小笠原映画研究所
- 三色すみれ Love in Idleness　1923年　監督・脚本小笠原明峰

小笠原プロダクション
- 愛の導き　1923年　監督・脚本小笠原明峰
- 行けロスアンゼルス　1923年　監督小笠原章二郎（三善英芳名義）、脚本小笠原明峰
- 泥棒日記　1924年　監督三善英芳、原作・脚本小笠原明峰
- 吹雪の夜　1924年　監督三善英芳、原作・脚本小笠原明峰
- 風船売りの小母さん　1924年　監督・原作・脚本水谷登志夫、製作小笠原明峰
- 海賊島　1924年　監督・原作小笠原明峰
- 落葉の唄　1924年　監督小笠原明峰
- 久遠の響　1924年　監督栗原トーマス（栗原喜三郎名義）、原作・脚本小笠原明峰
- 水兵の母　1925年　監督小笠原明峰
- 天馬嘶く　1925年　監督三善英芳、脚本指揮小笠原明峰
- 遺言　1925年　監督・原作・脚本小笠原明峰
- 男を磨け　1925年　監督三善英芳、脚本小笠原明峰
- 我れは海の子　1926年　監督・脚本小笠原明峰、共同監督三善英芳